# بروکستون (ایندیانا)
بروکستون (انگلیسی: Brookston) شهرکی در شهرستان وایت در ایالت ایندیانا است که بر پایهٔ سرشماری سال ۲۰۱۰ ۱٬۵۵۴ نفر جمعیت دارد. این شهرک در سال ۱۸۵۳ بنا شد و نامش را از چیمز بروکس یک از مسئولان راه‌آهن می‌گیرد.